# Нічний танець
«Нічний танець» — радянський художній фільм 1991 року, знятий режисером Олександром Цабадзе на студії «Armasi Film Produktion».

## Сюжет
Сіре запилене провінційне місто. Найпримітніше в ньому — цементний завод. Люди тут живуть прості, але на перевірку почуттів вони виявляються міцними, сильними та людяними.

## У ролях
- Зураб Бегалішвілі — головна роль
- Аміран Аміранашвілі — Джиба
- Мзія Маглакелідзе — Бабіліна
- Бердія Інцкірвелі — Максим
- Бесо Габісонія — роль другого плану
- Каха Габелая — роль другого плану

## Знімальна група
- Режисер — Олександр Цабадзе
- Сценарист — Олександр Цабадзе
- Оператор — Лері Мачаїдзе
- Композитор — Автанділ Нацарашвілі
- Художник — Гогі Татішвілі